# Vaulx (Chimay)
Vaulx is een dorp in de Belgische provincie Henegouwen en een deelgemeente van de Waalse stad Chimay. Vaulx was een zelfstandige gemeente, tot die bij de gemeentelijke herindeling van 1977 toegevoegd werd aan de gemeente Chimay. Het dorp is gelegen de Ardennen

## Demografische ontwikkeling
- Bronnen:NIS, Opm:1831 tot en met 1970=volkstellingen, 1976= inwoneraantal op 31 december